# Batalla de Vassilkiv
La batalla de Vassilkiv va ser un enfrontament militar entre la Federació Russa i Ucraïna ocorregut el 26 de febrer de 2022, durant la invasió russa d'Ucraïna de 2022.

## Batalla

### Febrer
A primera hora del matí del 26 de febrer, paracaigudistes russos van començar a aterrar prop de la ciutat de Vassilkiv, a només 40 quilòmetres al sud de Kíev, en un intent d'assegurar la base aèria de Vassilkiv. A la ciutat es van produir forts combats entre els paracaigudistes russos i els defensors ucraïnesos.
Segons informes nord-americans i ucraïnesos, a les 01:30, un avió de caça Su-27 ucraïnés va abatre un Ilyushin Il-76 rus que transportava paracaigudistes. A les 03:20, un segon Il-76 va ser abatut sobre la ciutat de Bila Tserkva.
L'alcalde de Vasylkiv va declarar que més de 200 ucraïnesos van resultar ferits en els enfrontaments. Més tard va afirmar que les forces ucraïneses havien repel·lit l'assalt dels paracaigudistes russos a la base aèria militar prop de la ciutat i el carrer central, i la situació a la ciutat s'havia calmat. El Wall Street Journal va informar que les forces ucraïneses van patrullar la ciutat al matí i estaven buscant soldats russos fugitius.
Segons The Guardian, "no hi ha proves públiques convincents sobre els dos avions caiguts, o sobre una caiguda de paracaigudistes a Vasilkiv".
El New York Times va citar oficials ucraïnesos sense nom, que almenys una part dels atacants on les cèl·lules dorments, que, segons l'alcalde de Vassilkiv, Natalia Balasynovych, havien comprat apartaments i portat la seva família un mes abans de la invasió. Les unitats de defensa territorial d'Ucraïna no havien trobat cap evidència d'avions destruïts a la zona circumdant.
Al matí del 27 de febrer, un míssil rus va colpejar un dipòsit de petroli a Vassilkiv, incendiant-lo.

### Març
El 12 de març, un atac amb coets rus va destruir la base aèria.

### Abril
El 2 d'abril de 2022 tota la província de Kíev, on es troba Vassilkiv, va ser declarada lliure d'"invasors" pel Ministeri de Defensa d'Ucraïna després que les tropes russes haguessin abandonat la zona.